# Отделение церкви от государства

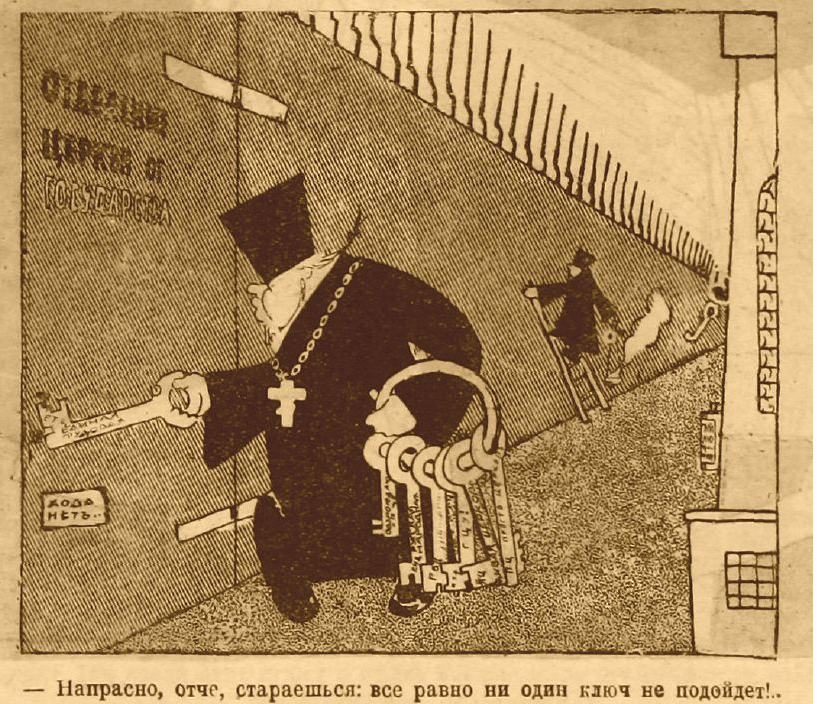
Журнал «Крокодил» 1923, № 05 (35). С. 15. Карикатура. Подпись под карикатурой: — Напрасно, отче, стараешься: все равно ни один ключ не подойдет!.. На стене написано „Отделение церкви от государства“ и „Хода нѣтъ“. На ключах надписи: „Единая трудовая (церковь)“, „Русская народная (церковь)“, „Просто церковь“, „Живая церковь“, „Возрождающаяся церковь“ и т. д.

Отделе́ние це́ркви от госуда́рства — принцип взаимоотношений государства и церкви, предполагающий отказ государства от вмешательства в дела церкви; свободу граждан от принуждения к исповеданию той или иной религии; отсутствие закрепленных за церковью государственных функций.
В 2010-х годах положение об отделении церкви от государства присутствовало в конституциях большинства стран, в том числе в Конституции Российской Федерации (статья 14).

## Варианты определения
Помимо определения, которое приведено в преамбуле статьи и основано на «Большом энциклопедическом словаре», имеются другие варианты определения этого термина.
В частности, согласно определению БСЭ, отделение церкви от государства — «принцип, отвергающий вмешательство государства во внутренние дела церкви, предполагает отказ от участия церкви в государственном управлении и свободу граждан от принуждения к исповеданию той или иной религии».
Согласно «Атеистическому словарю», отделение церкви от государства — «проводимое государством на основе невмешательства во внутрицерковные дела (богослужебные, канонические) отстранение церкви от участия в государственном управлении (изъятие из её ведения актов гражданского состояния, упразднение института военных капелланов и др.), запрещение преподавания религиозных вероучений в школе и отказ государства от принуждения граждан к исповеданию той или иной религии».

## История

### Эпоха Просвещения
Идея об отделении церкви от государства была выдвинута мыслителями эпохи Просвещения как требование и была направлена против средневекового устройства государств, в которых конкретное вероисповедование было обязательным, имело общественное значение и влияло на правовое положение человека.

### Франция
Полный текст
«Закона о разделении церквей и государства»
в переводе с французского на русский язык приведен в работе «Столетие французского закона о разделении церквей и государства». (Указанный полный текст имеет незначительные отличия от перевода, приводимого в данной статье.)
Законом от 9 декабря 1905 года во Франции установлен принцип разделения церквей и государства. «Этот принцип разделения религиозных организаций и государства, не имеющий ничего общего с антирелигиозным поведением, имеет два основных постулата»: 
- отказ французского государства от оценки религиозного содержания того или иного движения;
- отсутствие государственной или общеобязательной религии.

Статья 1 Закона о разделении церквей и государства гласит:

Республика обеспечивает свободу совести. Она гарантирует свободное отправление культов с единственными ограничениями, предписанными далее в интересах общественного порядка.
Статья 2 указывает следующее:

Республика не признает, не оплачивает, не субсидирует никакую религию. Следовательно, начиная с 1 января последующего за датой обнародования настоящего Закона года, будут отменены в бюджетах государства, департаментов и коммун все расходы, относящиеся к отправлению культов. Однако в указанные бюджеты могут быть включены расходы на функционирование капелланских служб и на обеспечение свободного исповедания религий в таких государственных учреждениях как лицеи, колледжи, школы, хосписы, приюты и тюрьмы.
Таким образом, «законодательство Франции не препятствует оказанию государством и местными самоуправлениями финансовой помощи религиозным организациям в определённых условиях». (Более того, французский закон явно указывает на допустимость финансирования капелланских служб.)
Фактическая ситуация в итоге такова:

директор по учёбе Высшей школы социальных наук и директор по исследованиям Национального центра социальных исследований (CNRS)  Эмиль Пуля обосновывает вывод о том, что: 
- Республика «признаёт» (всё-таки);
- Республика «субсидирует и оплачивает» (всё-таки);
- Республика «финансирует и освобождает от налогов» (всё-таки).— Доктор юридических наук, профессор РАНХиГС И. В. Понкин

### Советская Россия и Советский Союз
В Советской России отделение церкви от государства было провозглашено декретом СНК РСФСР от 23 января (5 февраля) 1918 года, содержание которого, однако, было гораздо шире.
Декрет, провозглашая 1) отделение церкви от государства (статья 1) и 2) свободу «исповедывать любую религию или не исповедывать никакой» (статья 3),

в то же самое время 3) запрещал религиозное образование «во всех государственных и общественных, а также частных учебных заведениях, где преподаются общеобразовательные предметы», 4) лишал религиозные организации каких-либо прав собственности и прав юридического лица (статья 12) и 5) объявлял о переходе «имущества существующих в России церковных и религиозных обществ» в народное достояние (статья 13).
Согласно историку Ричарду Пайпсу, несмотря на декларативные заявления о свободе вероисповедания, «действительный смысл декрета означал смертный приговор церковным учреждениям».
Отметим, что официальные оценки декрета во времена СССР были неизменно положительными.

## Современность

### Российская Федерация
Статья 14

1. Российская Федерация — светское государство. Никакая религия не может устанавливаться в качестве государственной или обязательной.

2. Религиозные объединения отделены от государства и равны перед законом.
Светский характер государства закреплен в пункте 1 статьи 14 ныне действующей Конституции России, пункт 2 той же статьи предусматривает отделение религиозных объединений от государства.

## Связь с другими понятиями
Отделение церкви от государства связано со светским характером государства:

Отделение религиозных объединений от государства и запрет на установление общеобязательной религии являются важнейшими составляющими существенных признаков светскости государства. Но столь же важными составляющими, 
по нашему мнению, являются и отделение от государства объединений, деятельность которых направлена на распространение идеологии, и запрет на установление общеобязательной идеологии. 
— И. В. Понкин
Вместе с тем светский характер государства не означает, что в его законодательстве прописано отделение церкви от государства. Светский характер государства может в конституции подчеркиваться также следующими моментами (вместо утверждения о том, что Церковь отделена от государства):
- Принцип равноправия всех церквей и религиозных деноминаций (Хорватия, Словения и Польша);
- Запрет на признание за какой-либо религией государственного статуса (Эстония и Литва).

## Мнение Церкви
Папа Римский Пий XII, заявляя о важности «всеобщего братства» и «единства человечества», осуждал те страны, которые отделили Церковь от государства. Ссылаясь на догматы церкви о «подчинении и уважении по отношению к земной власти, ибо всякая власть от Бога», он осуждал попытки государства «присвоить себе ту абсолютную автономию, которая принадлежит исключительно Создателю. Тем самым оно претендует на место Господа всемогущего и самонадеянно возносит себя или группу своих деятелей до высоты главной и последней цели жизни, верховного критерия нравственного и судебного порядка».